# Lansdowne (métro de Toronto)
Pour les articles homonymes, voir Lansdowne.
Lansdowne  est une station de la ligne 2 Bloor-Danforth, du métro de la ville de Toronto en Ontario au Canada. Elle est située au 1287 Bloor Street West, mais l'édicule principal est au nord de Bloor Street au 691 Lansdowne Avenue (en).

## Situation sur le réseau

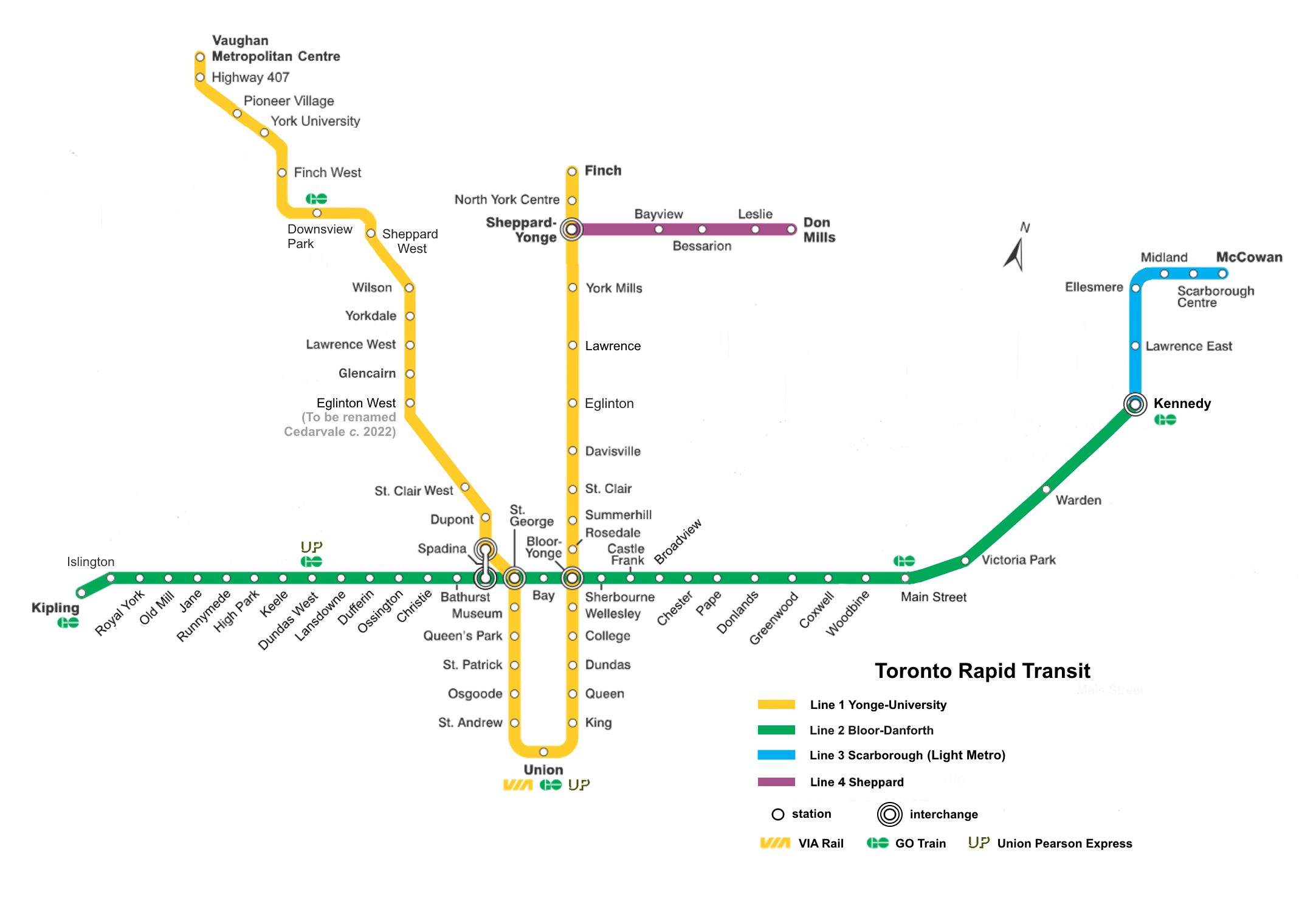
Plan du métro de Toronto (2018).

Établie en souterrain, la station Lansdowne de la ligne 2 Bloor-Danforth, est précédée par la station Dundas West, en direction du terminus Kipling. Elle est suivie de la station Dufferin en direction du terminus Kennedy.

## Histoire
La station Lansdowne est mise en service le 25 février 1966.
Durant l'année 2009-2010, la fréquentation moyenne est de 16 490 passagers par jour.

## Services aux voyageurs

### Intermodalité
Elle est desservie par les bus de la ligne 47 Lansdowne.